# Wilamów (powiat poddębicki)

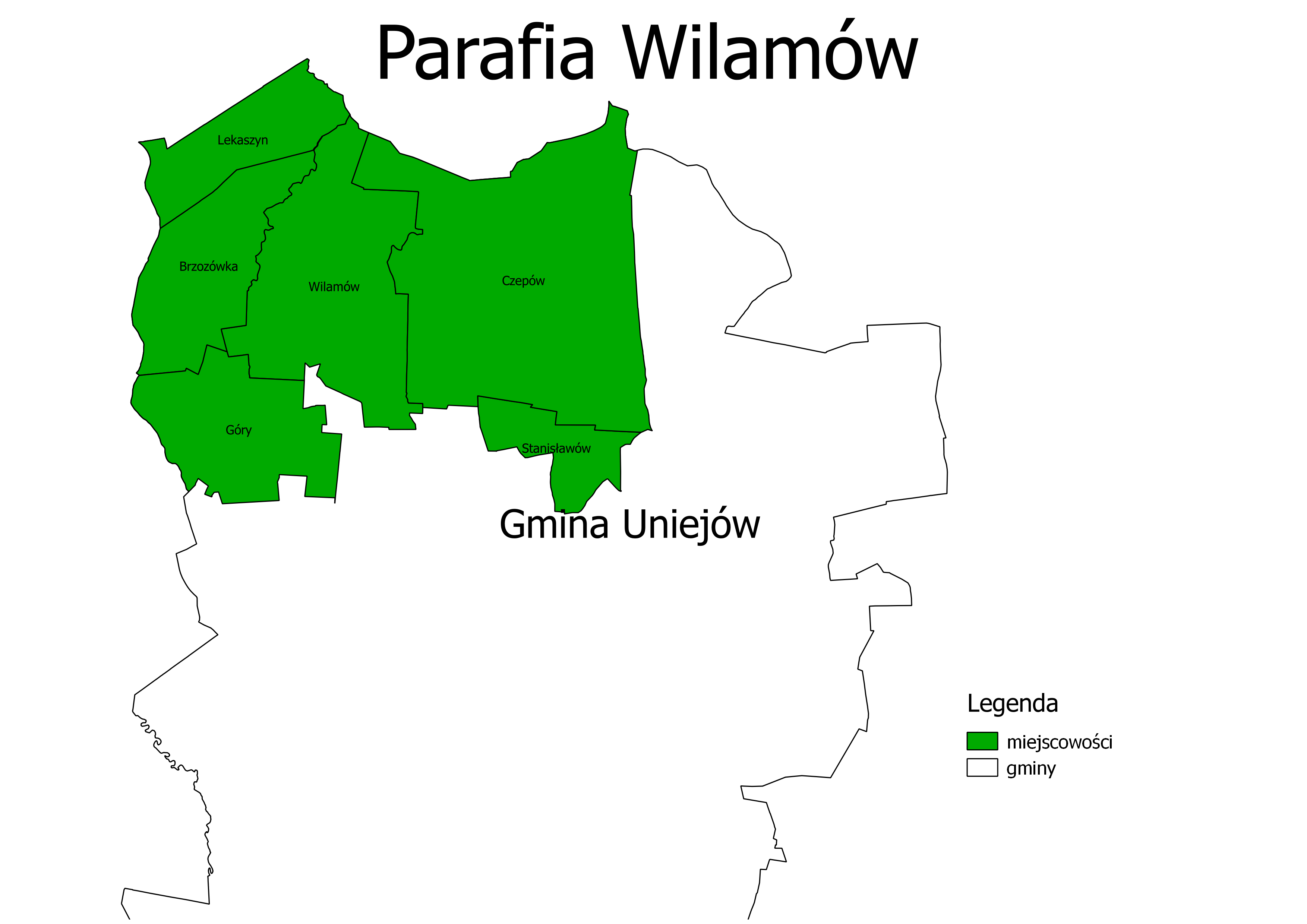
Parafia Wilamów

Wilamów – wieś w Polsce położona w województwie łódzkim, w powiecie poddębickim, w gminie Uniejów.
W latach 1975–1998 miejscowość należała administracyjnie do województwa konińskiego.

## Informacje ogólne
Wilamów położony jest 10 km na północny zachód od Uniejowa przy drodze lokalnej do Chełmna nad Nerem. Około 3 km od centrum miejscowości znajduje się przeprawa promowa przez rzekę Wartę do wsi Kozubów w powiecie tureckim.
W Wilamowie znajduje się Szkoła Podstawowa im. Marii Skłodowskiej-Curie (rok założenia - 1918).                                                                                                                                                                      
We wsi funkcjonuje Koło Gospodyń Wiejskich oraz Ochotnicza Straż Pożarna.                                                                                                                                                                       

## Pochodzenie nazwy
Wilamów - to nazwa pochodzenia rodowego, zaczerpnięta od rodziny Wilamowskich. Nazwa miejscowości na przestrzeni dziejów zmieniała się. W XIV wieku używano nazwy Welanów, następnie Welanowo i Wielanów, aż w XIX wieku przyjęto obecną formę.

## Historia
Najstarsze ślady pobytu człowieka w okolicach Wilamowa pochodzą ze starszej epoki kamienia. Datować je można na ok. 8000 r. p.n.e. Dalszych informacji o pradziejach Wilamowa dostarczyły badania archeologów z Uniwersytetu Łódzkiego, którzy w 1946 r. znaleźli w miejscowości i okolicach liczne szczątki urn słowiańskich oraz miecz. Znaleziska te pochodzą najprawdopodobniej z okresu 800–600 r. p.n.e. Pierwsza wzmianka o Wilamowie pochodzi z 1232 r. z dokumentu wydanego przez Władysława Odonica. Wówczas wieś wchodziła w skład kasztelanii lądzkiej. Po zjednoczeniu Polski, Wilamów znalazł się w granicach Ziemi Sieradzkiej. Pod zaborami miejscowość wchodziła w skład Królestwa Polskiego, podległego carskiej Rosji. W 1826 r. Wilamów zamieszkiwało 357 osób. Po roku 1918 miejscowość znalazła się w gminie Skotniki, wchodzącej w skład województwa łódzkiego. Od 1938 r. Wilamów należał administracyjnie w województwie poznańskim. W czasach okupacji niemieckiej okolice włączono w skład Kraju Warty. W latach 1975–1998 miejscowość należała administracyjnie do województwa konińskiego. Od 1999 r. Wilamów ponownie leży w województwie łódzkim.

## Kościół i parafia
Parafię Wilamów założono już w XV wieku, a jej pierwszym plebanem był Marcin z Iwania. Po 1518 r. fundatorką kościoła została królowa Bona. W 1651 r. miejscowi kmiecie zabili plebana i za ten czyn została nałożona na parafię klątwa oraz na pewien okres parafię zlikwidowano, przenosząc ją do Uniejowa. Drewniany kościół wilamowski często był niszczony przez pożary. Po pożarze w 1807 r. przebudowę kościoła ufundował Józef Załustkowski - sędzia sieradzki, a po jego śmierci fundację kontynuował jego syn Leon. Obecna świątynia - pod wezwaniem Świętych Wojciecha i Stanisława - została wzniesiona w 1894 r. przez biskupstwo włocławskie, przy pomocy Stanisława Pieczyńskiego. Wśród wielu zabytków świątyni, na uwagę zasługuje kropielnica - licząca sobie ponad 700 lat.